# Lithacodia mella
Lithacodia mella är en fjärilsart som beskrevs av William Schaus 1894. Lithacodia mella ingår i släktet Lithacodia och familjen nattflyn. Inga underarter finns listade i Catalogue of Life.